# Урісіу-де-Сус
Урісіу-де-Сус (рум. Urisiu de Sus) — село у повіті Муреш в Румунії. Входить до складу комуни Кіхеру-де-Жос.
Село розташоване на відстані 268 км на північ від Бухареста, 32 км на північний схід від Тиргу-Муреша, 100 км на схід від Клуж-Напоки, 128 км на північний захід від Брашова.

## Населення
За даними перепису населення 2002 року у селі проживали 516 осіб. Рідною мовою 514 осіб (99,6%) назвали румунську.
Національний склад населення села:
| Національність | Кількість осіб | Відсоток |
| -------------- | -------------- | -------- |
| румуни         | 479            | 92,8%    |
| цигани         | 34             | 6,6%     |